# Siegmund Ehrenfried von Oppel
Siegmund Ehrenfried von Oppel (* 29. September 1687 in Oschatz; † 20. März 1757 in Gotha) war ein sächsisch-thüringischer Jurist, Hofbeamter und Staatsmann sowie Erb- und Gerichtsherr auf Gosda und Wellerswalde.

## Leben
Er war ein Spross des Adelsgeschlechts derer von Oppel, der jüngste von vier das Kindesalter überlebenden Söhnen des Johann Georg von Oppel (* 12. September 1635 in Dresden; † 22. Februar 1696 ebenda), Herr auf Wellerswalde bei Oschatz, und dessen Ehefrau Martha geb. von Koseritz († 1711). Sein Großvater Johann Georg von Oppel (* 26. Juni 1594; † 19. Juni 1661) war kurfürstlich-sächsischer Wirklicher Geheimer Rat und Obersteuerdirektor, Herr auf Lomnitz, Gosda, Ober- und Nieder-Lichtenau, Lampertswalde und Wellerswalde. Nach dem Tod seines Vaters wuchs er auf unter der Vormundschaft seiner Mutter und seines ältesten Bruders Gotthelf Siegfried († 1722), königlich-polnischer und kursächsischer Hofrat unter August dem Starken und Assessor am Oberhofgericht Leipzig. Im Jahre 1707 begann er sein Studium der Rechtswissenschaft an der Alma Mater Leucorea in Wittenberg, das er 1711 mit seiner Dissertation und Disputation abschloss.
Er reiste danach mit der kursächsischen Delegation zur Kaiserwahl Karls VI. nach Frankfurt und dann zu Bildungszwecken weiter nach Frankreich und in die Niederlande. 1712, im Spanischen Erbfolgekrieg, schloss er sich als Freiwilliger dem Heer der Großen Allianz an und geriet dabei kurzzeitig in französische Gefangenschaft.
Nach seiner Rückkehr gelang ihm 1714 durch das Aushandeln eines Vergleichs mit der Rentkammer von Sachsen-Merseburg der Rückerwerb des Guts Gosda für sich und seine Brüder. Sein Großvater Johann Georg von Oppel hatte die Gutsherrschaft Gosda (mit den drei Gütern Gosda, Proschim und Welzow) 1644 gekauft, und bei seinem Tod 1661 seinen fünf Söhnen das Miteigentum am Lehen überlassen. Der älteste Sohn Ernst verkaufte die drei Güter 1691 auf Grund drückender Schuldenlast an die Rentkammer des Herzogs Christian I. von Sachsen-Merseburg, aber dies wurde von Ernsts Brüdern und Neffen noch bis 1714 gerichtlich angefochten. Erst dann willigte die Rentkammer gegen Zahlung von 4000 Gulden ein, den Kauf zu annullieren, und die Brüder Gotthelf Siegfried, Christian Friedlieb, Gottlob Friedrich und Siegmund Ehrenfried von Oppel erhielten daraufhin am 2. Oktober 1716 den Lehnsbrief für Gosda, Proschim und Welzow. Da die vier bereits 1708 übereingekommen waren, die Gutsherrschaft Gosda an Siegmund Ehrenfried zu geben, erhielt dieser die Lehen im Jahre 1718.
1715 erhielt er eine Stelle als Wirklicher Hof- und Kanzleirat und Oberappellationsrat bei der kur-braunschweigischen (kurhannoverischen) Justizkanzlei in Celle, mit der Zusicherung, die erste Präsentation Kur-Braunschweigs zum Reichskammergericht zu erhalten. Noch im gleichen Jahr wurde er von König Georg I., dem Kurfürsten von Hannover, als Assessor (Beisitzer) am Reichskammergericht nominiert. Das Gericht hatte aber noch keine Anweisungen vom Reich hinsichtlich der Frage, ob die Präsentationsrechte der neuen hannoveranischen und die der reaktivierten böhmischen Kurwürde durch eine Erweiterung des Kameralkollegiums von 50 auf 54 Assessoren oder durch eine Reduzierung der von anderen Reichsständen entsandten Assessoren ermöglicht werden sollte, und daher wurde Oppels Nominierung zunächst nicht akzeptiert. Im März 1716 ließ ihn das Plenum zu den Examen zu, aber unter Vorbehalt. Im Mai 1717 befahl Kaiser Karl VI. die Rezeption Oppels, und dieser zog daraufhin nach Wetzlar, aber erst am 28. August 1719 wurde er schließlich eingeschworen.
1722 kaufte er das Gut Wellerswalde, fünf Kilometer nördlich von Oschatz, das sein in diesem Jahr verstorbener ältester Bruder vom Vater ererbt hatte, und am 26. Mai des gleichen Jahres heiratete er Christiane Charlotte (* 1703), Tochter des ehemaligen Sachsen-Eisenbergischen Hausmarschalls Karl August Edler von der Planitz auf Ponitz und dessen Ehefrau Christiane Sibylle geb. von Zehmen.
Nach 16 Jahren am Reichskammergericht erhielt er 1735 die Einladung von Herzog Friedrich III., als Geheimrat nach Sachsen-Gotha-Altenburg zu kommen. Er nahm das Angebot an und zog im April 1736 nach Gotha. Dort wurde er noch im gleichen Jahr Kanzler, als Nachfolger des am 3. Januar des Jahres verstorbenen Freiherrn Johann Friedrich Bachof von Echt. 1738 wechselte er als Kanzler und somit Nachfolger von Johann Georg von Geismar nach Altenburg. 1742 wurde er als Geheimrat nach Gotha zurückberufen und gleichzeitig zum Kammerpräsidenten und Obersteuerdirektor beider Fürstentumer, Gotha und Altenburg, ernannt.
Nach dem Tod des Herzogs Ernst August I. von Sachsen-Weimar-Eisenach am 19. Januar 1748, als Friedrich III. von Sachsen-Gotha-Altenburg die Vormundschaft über den Erbprinzen Ernst August II. ausübte, leitete Oppel neun Monate lang die Verwaltung von Sachsen-Weimar-Eisenach.
Im Oktober 1748 kehrte er von Weimar zurück nach Gotha und wurde von Friedrich III. zum Präsidenten seines Geheimen Rats ernannt.

## Ehe und Nachkommen
Seiner am 26. Mai 1722 geschlossenen Ehe mit Christiane Charlotte von der Planitz entstammten vier das Erwachsenenalter erreichende Kinder:
1. Christina Dorothea (* 12. Januar 1724; † 1775), ⚭ 13. November 1743 Carl Emil von Uechtritz (1694–1775), Sachsen-Gothaischer Geheimer Rat, Oberaufseher der fürstlichen Domänen[10]
2. Carl Georg August (* 11. März 1725; † 3. Januar 1760); Kanzler in Gotha, später württembergischer Geheimer Rat und Gouverneur der Grafschaft Mömpelgard, ⚭ 25. April 1753 Louise Auguste Amalia von Dönhoff (1730–1768)[11]
3. Martha Eleonore (* 2. Mai 1726; † 1801), ⚭ 1752 Friedrich Hartmann von Witzleben (1722–1788), Herr auf Martinroda und Elgersburg, Sachsen-Gothaischer Kammerherr, später Sachsen-Weimarischer Oberschenk, Wirklicher Geheimer Rat, Oberstallmeister, Oberhofmarschall und Chef aller Hofämter.
4. Johann Siegmund (* 2. Oktober 1730; † 25. Februar 1798), Sachsen-Weimarischer Kammerjunker, Hofrat, Geheimer Rat und Landschaftskassen-Direktor,[12] ⚭ I: Anna Helena Christiane von Schlitz gen. von Görtz (* 23. August 1732; † 2. Oktober 1760); ⚭ II: 28. Juni 1764 Caroline Luise Henriette von Beust; ⚭ III: 1771 Luise Friederike von Stange